# Xenia humilis
Xenia humilis är en korallart som beskrevs av Verseveldt 1977. Xenia humilis ingår i släktet Xenia och familjen Xeniidae. Inga underarter finns listade i Catalogue of Life.